# El sueño (ópera gastronómica)

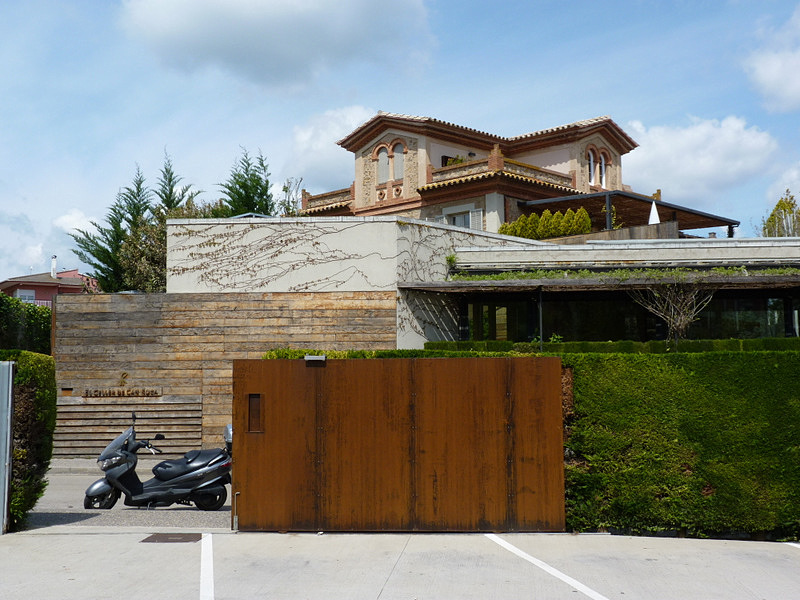
El Celler de Can Roca.

El sueño (en catalán: El somni) fue una creación multisensorial con base gastronómica elaborada por los hermanos Joan, Josep y Jordi Roca, propietarios del restaurante El Celler de Can Roca, en Gerona, considerado en 2013 el mejor restaurante del mundo por la revista Restaurant. El proyecto fue producido por Mediapro en colaboración con el Ayuntamiento de Barcelona, y junto a los hermanos Roca colaboró el artista multidisciplinar Franc Aleu, así como un amplio elenco de artistas, músicos, pensadores, diseñadores, fotógrafos, cineastas, escenógrafos, escritores, científicos e ingenieros. Ha sido descrito como una «ópera gastronómica», denominada también como «ópera en doce platos».

## El proyecto
El objetivo del proyecto fue crear una experiencia culinaria que englobase todos los sentidos, a través de la conjugación de la gastronomía con el arte, la música, la poesía y los medios audiovisuales. Según Joan Roca, la inspiración para este proyecto vino de dos fuentes: François Vatel, el famoso cocinero de Luis XIV, para el que elaboró banquetes de hasta tres días de duración; y Richard Wagner, que concebía sus óperas como una «obra de arte total» (gesamtkunstwerk).
El proyecto fue llevado a término por primera vez el 6 de mayo de 2013 en el Centro de Arte Santa Mónica de Barcelona, donde se dispuso una gran mesa circular de 240 cm de diámetro, con unos altavoces que reproducían música y un dispositivo audiovisual que proyectaba imágenes sobre la superficie de la mesa y en cuatro grandes pantallas que circundaban la mesa. En ese ambiente se procedió a servir los platos a los comensales, que estaban inspirados —al igual que la música y las imágenes— en temas procedentes de la vida y la experiencia humanas, como el amor, la soledad, la tristeza, la esperanza, la pasión o la muerte. 
El primer banquete fue ofrecido para doce invitados: Ferran Adrià, cocinero; Rafael Argullol, escritor, poeta, ensayista y profesor; Miquel Barceló, artista; Joel Candau, antropólogo; Bonaventura Clotet, médico; Nandita Das, actriz y directora de cine; Abderrahma Khedda, ingeniero e investigador; Ben Lehner, biólogo; Harold McGee, escritor y crítico gastronómico; Freida Pinto, actriz; Josep Pons, compositor y director de orquesta; y Lisa Randall, física teórica.
Está previsto que este proyecto sea realizado en las principales ciudades del mundo a lo largo de una gira mundial, y que sea reproducido en un libro y un documental, así como en varias exposiciones.

## Actos

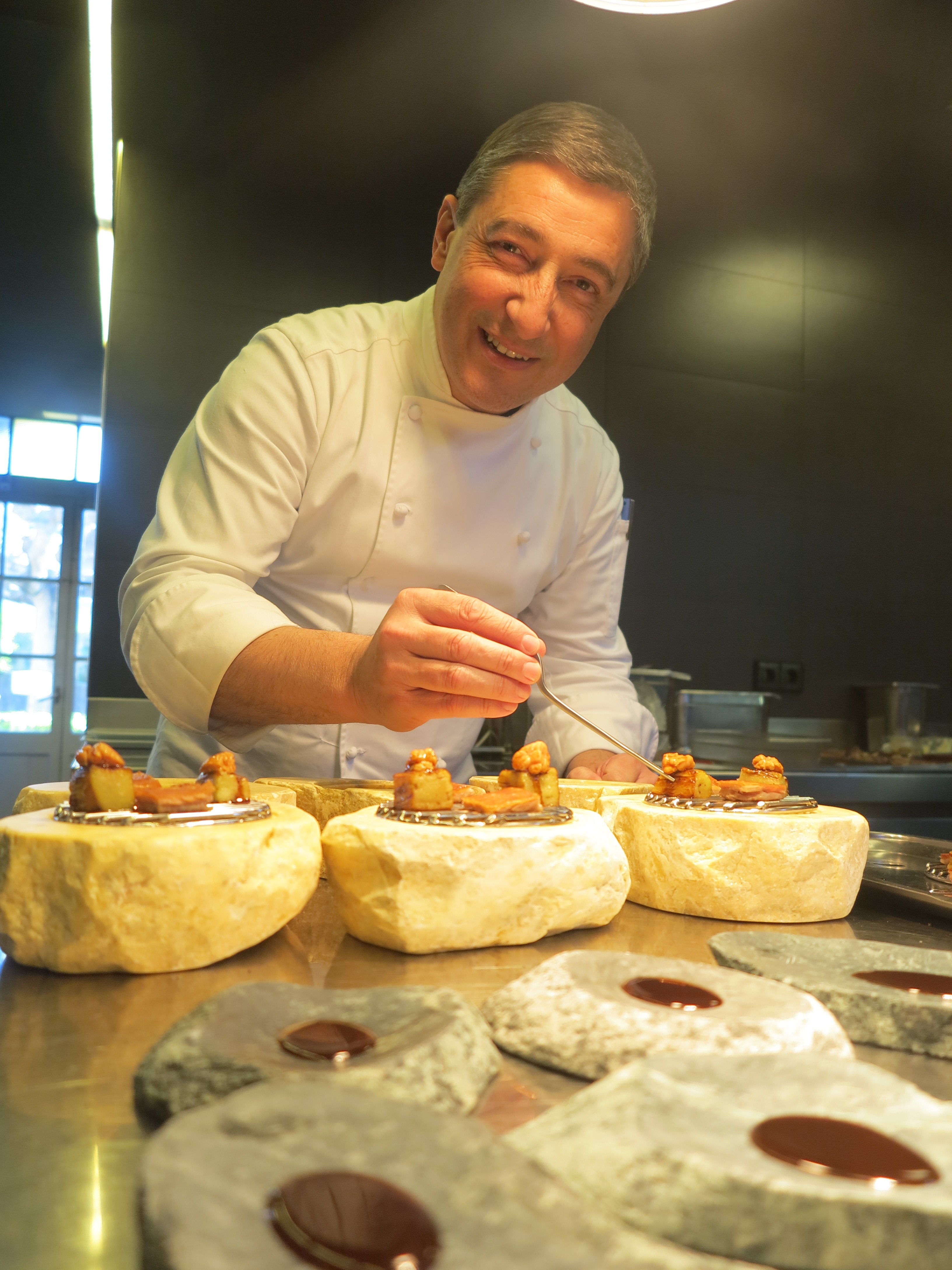
Joan Roca.

El sueño se estructura en un preludio y doce actos:
- Preludio. Mujeres de agua: transmite las ideas de entorno idílico, romanticismo, ondinas, primavera y lectura. Se sirve «consomé vegetal a baja temperatura, con brotes, flores y vida». Interpretación de Carlos Fesser, música de Roland Olbeter interpretada por robots (Polliwogs), vídeo de Franc Aleu, pintura de Pau Nubiola y vajilla de Roos van de Velde.
- Acto 1. Inicio sueño: basado en el sueño, el tiempo, el viaje, la luna y la memoria. Se degusta «luna» (esfera de trufa blanca y negra y destilado de tierra) acompañado de vino Malvasia 1881 El Grifo, Lanzarote. Poemas de Carles Duarte, música de Luca Francesconi, interpretación de Luca Francesconi, Elaine S. Mitchener y Carlos Fesser, instrumentos de Polliwogs, vídeo de Franc Aleu y vajilla de Taller Luesma Vega.
- Acto 2. Espacio: se transmiten las ideas de espacio, constelaciones, vacío, soledad, estado en coma y lágrima negra. Se sirven «espumas heladas de higo chumbo». Música de Pedro Alcalde y Sergio Caballero, con Kolja Blacher como intérprete, instrumentos de Stradivàrius Triton y vídeo de Franc Aleu.
- Acto 3. Ofiuco: inspirado en la sideas de electroshock positivo, reacción, abismo, Alicia y ¡Vuelve! Se degusta una anguila eléctrica. Compositor e intérprete Arturo Calvo Urbina (Electrocugat), vídeo de Franc Aleu y vajilla de Taller Luesma Vega.
- Acto 4. Bajo el mar: emerge las ideas de canto a la vida, infancia y sirena. Se sirven gambas, plancton, anémonas, erizos, berberechos, agua de mar y crustáceos. Texto, música e interpretación de Silvia Pérez Cruz, vídeo de Franc Aleu y vajilla de Pere Gifre y Daniel Molina.
- Acto 5. Jardín de las Hespérides: las ideas son el canto a la abundancia, la hibridación y el surrealismo. Cocina, Anarkia. Compositor Elena Katz Chernin, intérprete Carlos Fesser, voces de Clàudia Schneider, Ilona Schneider y Mariona Castelar, vídeo de Franc Aleu.
- Acto 6. El noviazgo: con las ideas de enamoramiento, cortejo y danza. Se presenta «ying-yang de ostras al palo cortado con ajo blanco y ajo negro». Música compuesta e interpretada por Albert Guinovart, vídeo de Franc Aleu y vajilla de Taller Luesma Vega.
- Acto 7. La carnalidad: inspirado en el verano, la pasión, el amor carnal, el sexo, el orgasmo. Se sirve «pechuga de pichón con mole pueblano, rosas y fresas a la brasa». Vídeo de Franc Aleu, vajilla de Roos van de Velde.
- Acto 8. Manzana/Rompediza: ideas de ambición desmesurada, hurto de la manzana, estropicio, lamento de les Hespérides y dragón. En cocina, una «manzana de oro». Compositor Elena Katz Chernin, intérprete Carlos Fesser, instrumentos robots Polliwogs, voces de Clàudia Schneider, Ilona Schneider y Mariona Castelar, vídeo de Franc Aleu y vajilla de Taller Luesma Vega.
- Acto 9. Guerra: refleja las ideas de narcisismo, guerra, sangre y destrucción. Se presenta «royal de liebre con naranja sanguina y remolacha», con vino Acusp henostista & Acusp Extrem, Raül Bobet, Castell d'Encús. Texto de Rafael Argullol, música de Wolfgang Mitterer interpretada por Andreas Jankowitsch, Wolfgang Mitterer y Carlos Fesser, con instrumentos de Polliwogs y el órgano del Palacio de la Música Catalana de Barcelona, vídeo de Franc Aleu y vajilla de Joan Crous.
- Acto 10. Piedad/Muerte: las ideas expuestas son las mismas del título. Se tasta «parmentier de patatas violeta con médula y caviar, humo de incienso y flores malva». Compositor Bernat Vivancos, intérprete Latvian Radio Choir y el cuarteto de violonchelos de Pau Codina (solista), Marta Requena, Maria Bou, Alba Aro y Oleguer Aymamí, con vídeo de Franc Aleu.
- Acto 11. Gloria: se exhiben las ideas de putrefacción, gusanos, metamorfosis, amor eterno y micromundo. Como plato, «postre de masa madre, helado de masa madre, “macarons” de balsámico y lichis estofados con “algodón de seda”». Compositor Bernat Vivancos, intérprete Latvian Radio Choir, vídeo de Franc Aleu y vajilla de Andreu Carulla.
- Acto 12. Despertar. La idea es la misma. Se degustan «dulces de primavera». Intérprete Carlos Fesser, instrumentos Roland Olbeter y Robots Polliwogs, vídeo de Franc Aleu.

En todos los actos se presentan igualmente unos naipes denominados Cartas Barcelona, realizadas por Franc Aleu y el ilustrador Peret, que muestran imágenes evocadoras de las ideas y conceptos que quiere transmitir el proyecto. Son un total de 250 cartas, que han sido patrocinadas por el Ayuntamiento de Barcelona para potenciar la creatividad y la innovación en la ciudad condal.